# Патентний троль
Патентний троль — зневажливий термін (означає назву явища чи особи за її соціальними вадами і дає оцінку вказаної вади) на означення патентних агрегаторів, вони ж NPEs (non-practicing entities), котрі по суті є рантьє від інтелектуальної власності (приватні особи або юридичні особи), котрі полюють за патентами на нові розробки. При цьому вони не обтяжують себе промисловим освоєнням інновацій, а ініціюють патентні суперечки, пред'являючи претензії до тих, хто нібито порушує їх права. Вступивши у відносини з такими патентними тролями можна заробити гроші або ж попасти у халепу. Останнє вірогідніше.
Відносини між виробником і власником патенту оформляються договором, найчастіше — ліцензійним, за яким власник патенту, як ліцензіар, надає ліцензіату право виробляти і/або реалізовувати визначеним договором особам (колу осіб) запатентовану продукцію, технологію, виплачуючи, при цьому, власнику патенту роялті, визначене у договорі, або у додатках до нього.